# Turold de Fécamp
Turold de Fécamp est un prélat du XIe siècle. Il est successivement abbé de Malmesbury, puis de Peterborough.

## Biographie
Moine bénédictin de Fécamp, il participe, en 1066, à la bataille de Hastings. Il figure d'ailleurs sur la tapisserie de Bayeux.
En récompenses de ses services, Guillaume le Conquérant le nomme en 1067, abbé de Malmesbury et succède à Beorhtric, qui est démis de ses fonctions. Il le transfère en 1069 à Peterborough, en remplacement de Brand.
Les chroniqueurs ont peu de bien à dire de lui. Turold voit l'abbaye comme source de richesse personnelle avec l'inféodation de 46 % des propriétés de l'abbaye. Il semblerait qu'il a continué à servir militairement Guillaume, car il crée un service militaire à perpétuité à Perterborough, pour 6 chevaliers. Il n'existe pas de cas similaires dans les autres abbayes. Comme l'abbé Thurstin de Glastonbury, il ressemble davantage à un baron normand qu'à un abbé. Il n'existe toutefois aucune accusation sur son caractère ou sa relation aux moines de son abbaye.
Il meurt en 1098 à l'abbaye de Peterborough, après avoir été à sa tête pendant 28 ans.